# 梅阿利亞達
40°23′N 8°27′W / 40.383°N 8.450°W

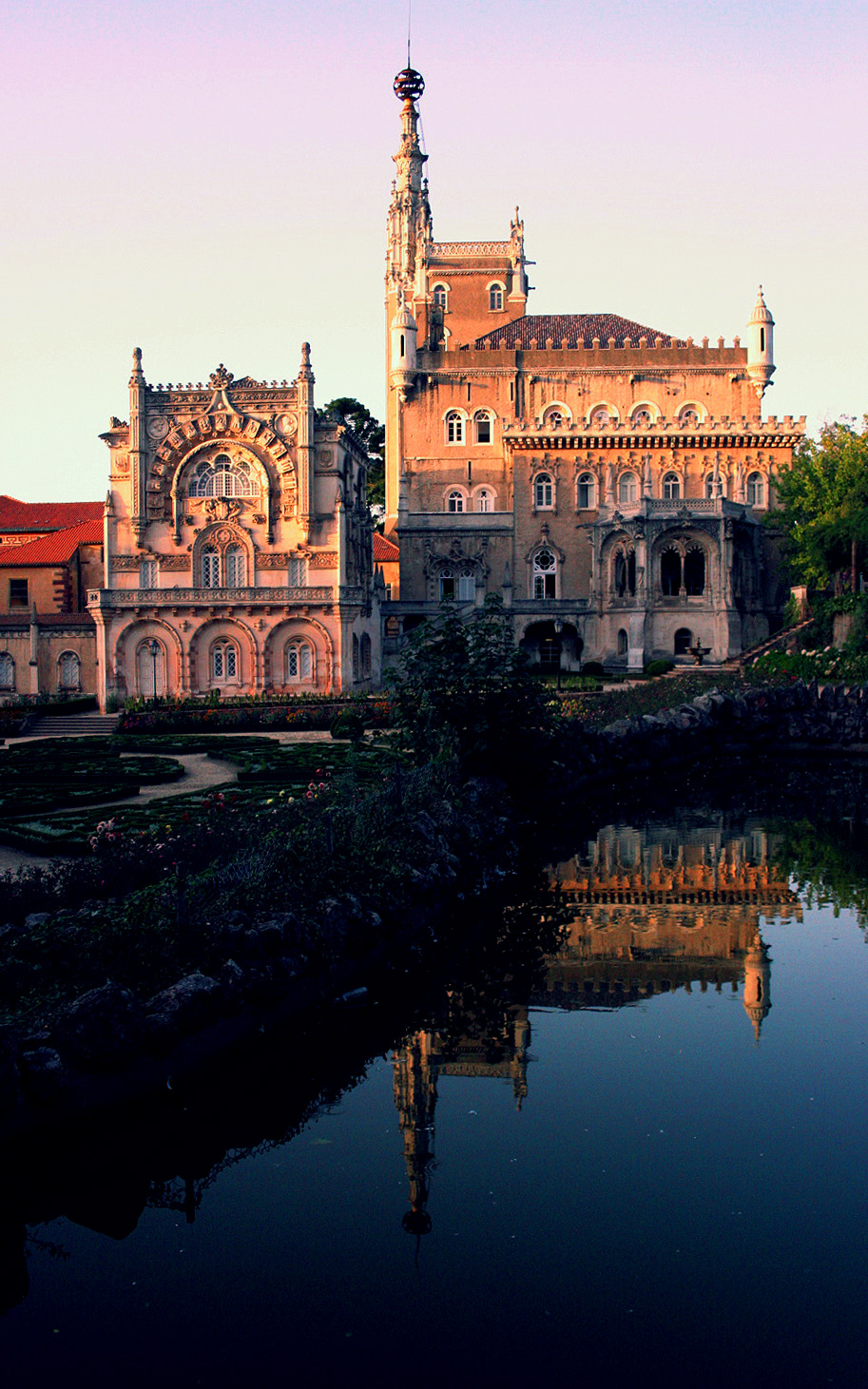

梅阿利亞達（葡萄牙語：Mealhada），是葡萄牙的城鎮，位於該國中北部，由阿威羅區負責管轄，始建於1514年，面積110.66平方公里，2011年人口20,428，人口密度每平方公里184.6人。

## 友好城市
- 法國 米约